# Бедолло
Бедолло (італ. Bedollo, вен. Bedollo) — муніципалітет в Італії, у регіоні Трентіно-Альто-Адідже,  провінція Тренто.
Бедолло розташоване на відстані близько 490 км на північ від Рима, 18 км на північний схід від Тренто.
Населення — 1485 осіб (2014).
Щорічний фестиваль відбувається 26 травня. Покровитель — Madonna di Caravaggio.

## Демографія
Населення за роками:

Станом на 1 січня 2023 року в муніципалітеті офіційно проживало 49 іноземців з 13 країн, серед них 13 громадян країн Євросоюзу та 5 громадян України.

## Сусідні муніципалітети
- Базельга-ді-Піне
- Лона-Лазес
- Палу-дель-Ферсіна
- Сант'Орсола-Терме
- Сегонцано
- Совер